# Frasco
Frasco est une ancienne commune et une localité de la commune de Verzasca du district de Locarno, dans canton du Tessin, en Suisse. La localité est située dans le val Verzasca.

## Histoire

Photo aérienne prise à 2000 m par Walter Mittelholzer (1923)

Le 18 octobre 2020, la commune devient, avec Brione, Corippo, Lavertezzo Valle (localité de Lavertezzo), Sonogno, Vogorno et Gerra Valle (localité de Cugnasco-Gerra), une localité de la nouvelle commune de Verzasca .